# Profiel van Amsterdam met aanvullende prenten en teksten
Profiel van Amsterdam met aanvullende prenten en teksten is een prent van Pieter Bast en Claes Jansz. Visscher.

## Voorstelling
De prent heeft de vorm van een vouwblad met middenboven een profiel van de stad Amsterdam gezien vanaf de overzijde van het IJ. Daaronder zijn vier kleinere prenten te zien met de Dam, de beurs, de vleesmarkt aan de Nes en de vismarkt aan het Damrak. Daartussen bevinden zich verschillende teksten, verklaringen en gedichten.
Het blad is op te vatten als een lofzang op Amsterdam. Boven de stad blazen engelen met de wapens van de Republiek, Amsterdam en de stadhouder de loftrompet. Links- en rechtsboven bevinden zich cartouches met symbolen van de scheepvaart en kunst en wetenschap. Voor de stad, aan de oevers van het IJ, zit de stedenmaagd, omgeven door boeken, scheepvaartinstrumenten en andere attributen, die vertegenwoordigers ontvangt van alle landen waarmee zij handel voert.

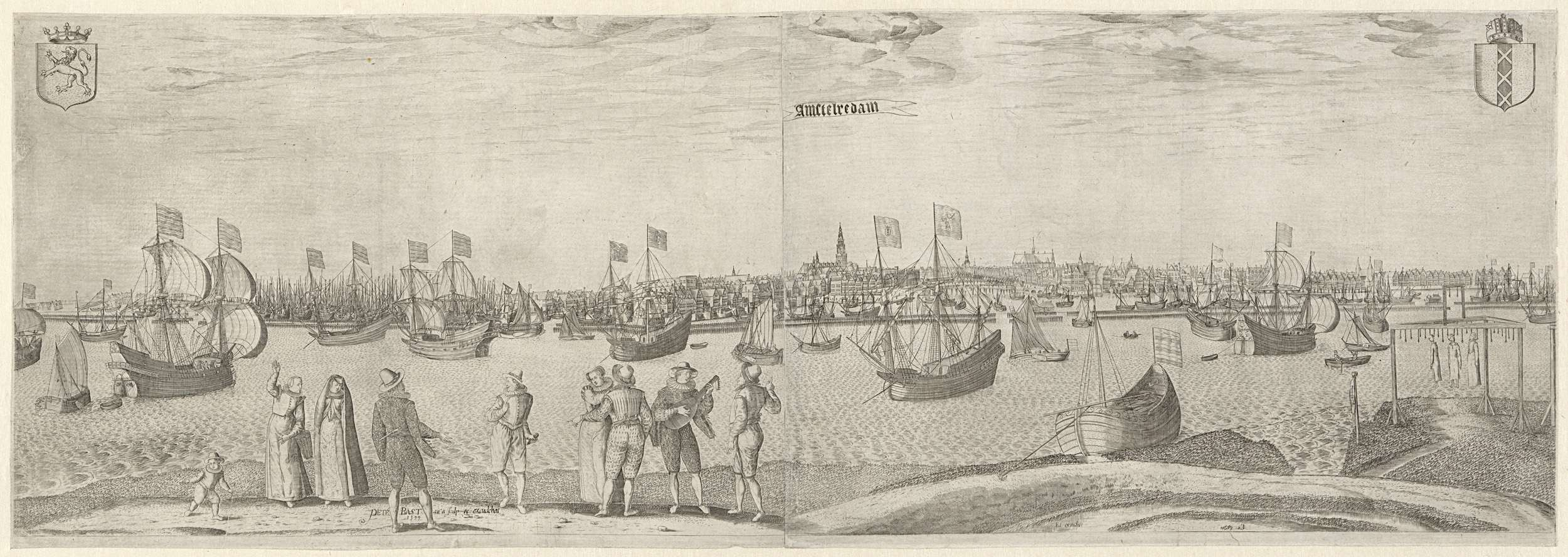
Pieter Bast. Profiel van Amsterdam. 1599. Amsterdam, Rijksmuseum Amsterdam.

## Toeschrijving
De prent is vooral het werk van Claes Jansz. Visscher. Zijn naam staat drie keer vermeld: in de opdracht aan het stadsbestuur linksboven, in het stadsprofiel en in de colofon rechtsonder. Voor het profiel zelf maakte Visscher gebruik van een eerdere gravure uit 1599 van Pieter Bast.

## Afdrukken
Van de prent zijn minstens drie afdrukken bekend: twee in het Rijksmuseum in Amsterdam en één in de Atlas van Stolk in Rotterdam.